# Anthurium merlei
Anthurium merlei är en kallaväxtart som beskrevs av Thomas Bernard Croat. Anthurium merlei ingår i släktet Anthurium och familjen kallaväxter. Inga underarter finns listade.